# لي بيرسون
لي بيرسون (بالإنجليزية: Lee Pearson)‏ هو لاعب كرة مضرب أسترالي، ولد في 6 سبتمبر 1976.

## وصلات خارجية
- لي بيرسون على موقع رابطة محترفي التنس (الإنجليزية)
- لي بيرسون على موقع الاتحاد الدولي لكرة المضرب (الإنجليزية)
- لي بيرسون على موقع خلاصة التنس.كوم (الإنجليزية)